# Équipe de Guinée féminine de handball
Dernière mise à jour : 20/11/2022.
L'équipe de Guinée féminine de handball représente la Fédération guinéenne de handball lors des compétitions internationales avec les meilleures joueuses originaires de ce pays, évoluant localement ou ailleurs dans le monde. La sélection a effectué sa première compétition importante en 2014, en participant au championnat d'Afrique des nations.

## Palmarès
Parcours aux Jeux olympiques
- Aucune participation

Parcours aux championnats du monde
- Aucune participation

Parcours aux championnats d'Afrique
- 1974 à 2012 :  Non qualifiée
- 2014 : 8e/8
- 2016 : 7e/9
- 2018 : 7e/10
- 2021 : 7e/11
- 2022 : 9e/13

Parcours aux Jeux africains
- 2019 : 4e